# Hercostomus arcticus
Hercostomus arcticus är en tvåvingeart som beskrevs av Yang 1996. Hercostomus arcticus ingår i släktet Hercostomus och familjen styltflugor.
Artens utbredningsområde är Heilongjiang (Kina). Inga underarter finns listade i Catalogue of Life.